# 伊號第五潛艦

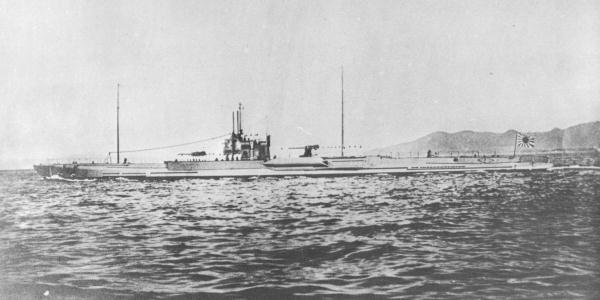
竣工不久的伊5

伊号第五潜水艦（いごうだいごせんすいかん）速一艘日本海軍的潜水艦。伊一型潜水艦（巡潜1型）的5号舰。也被称为巡潜1型改，日本海軍中最早搭载水上偵察機的潜水艦。1944年在塞班岛附近海域攻击敌方舰船时遭到美国護衛駆逐艦的攻击而战没。

## 艦歷
1927年（昭和2年）度计划。建造由川崎造船所进行、1929年（昭和4年）10月30日起工、1931年（昭和6年）6月19日下水、1932年（昭和7年）7月31日竣工。同日船籍编入横須賀鎮守府。
竣工時就装备有飛行機格納筒使其可以使用水上機。1933年（昭和8年）撤去后部一门高射炮并安装入一具吳式1號2型空氣式飞机弹射器，発艦時に艦を停止させることなく水上機の運用が可能になった。但是1940年（昭和15年）撤去彈射器，自此以后呈现为无法搭载水上飞机的样子。也就是在这个时候已在艦橋構造物上安装了1具25mm连装机枪。
太平洋戦争開战時配属至第六艦隊第二潜水战队，珍珠港偷袭作战中作为后备在夏威夷周边海域进行作战行動。之后通商破壊任務を行って锡兰岛海域击沉貨物船1艘。1942年（昭和17年）6月の阿留申攻略作战支援後は所罗门方面へ進出し、ラエへの輸送任務を9回行う。1943年（昭和18年）为支援基斯卡岛撤退而再次向阿留申方面进发。之后还拉包尔へ進出してスルミ輸送などを行った。1944年（昭和19年）7月16日从楚克出港执行向横須賀的运输任务。7月19日返回横須賀途中，在塞班岛以东海面对敵艦船进行攻击时遭到美国海軍护卫驱逐舰「ウェイマン」的攻撃而战没。同日确定沉没，包括第7潜水隊司令楢原省吾大校在内乗員130名全員战死。9月10日除籍。

## 歴代艦長

### 艤装員長
1. 校藤四郎 少校：1931年12月1日 -

### 艦長
1. 校藤四郎 少校：1932年7月31日 -
2. 貴島盛次 少校：1934年9月16日 -
3. 校藤四郎 少校：1934年8月25日 -
4. 竹崎馨 少校：1934年11月15日 - * 1935年10月21日起作为预备艦
5. 岩上英寿 中校：1936年12月1日 -
6. 内野信二 少校：1937年12月1日 -
7. 清水太郎 中校：1938年12月15日 -
8. 西野耕三 中校：1937年11月15日 -
9. 七字恒雄 中校：1940年10月19日 -
10. 中村乙二 中校：1942年2月5日 -
11. 宇都木秀次郎 少校：1942年2月28日 -
12. 関戸好密 少校：1942年10月31日 -
13. 森永正彦 少校：1943年4月20日 -
14. 土居誉重 少校：1944年4月30日 -

※省略预备舰时期的舰长